# Джайнизм в Непале

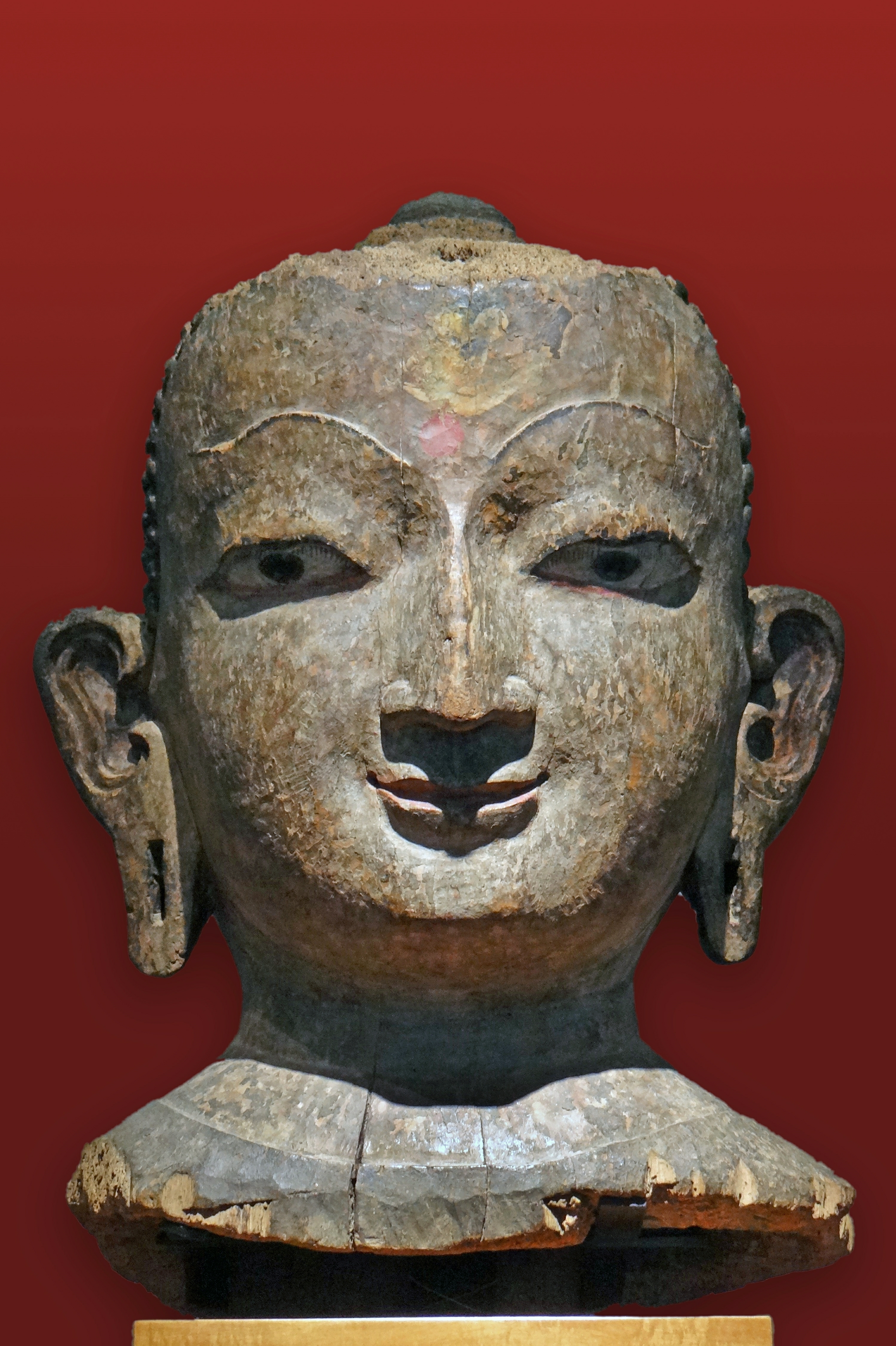
Образ Джины. Дерево, XVIII век. Национальный музей азиатского искусства, Непал

Джайнизм в Непале — религия меньшинства. По разным данным количество адептов этой религии колеблется от 1 % до 0,9 % населения этой страны. В то время как 86,2% населения исповедует индуизм, 7,8% населения придерживается буддизма, 3,8% мусульмане, а 2% — христиане.
Несмотря на то, что их община в Непале немногочисленна, она играет значительную роль в политической, экономической и культурной жизни страны..

## История

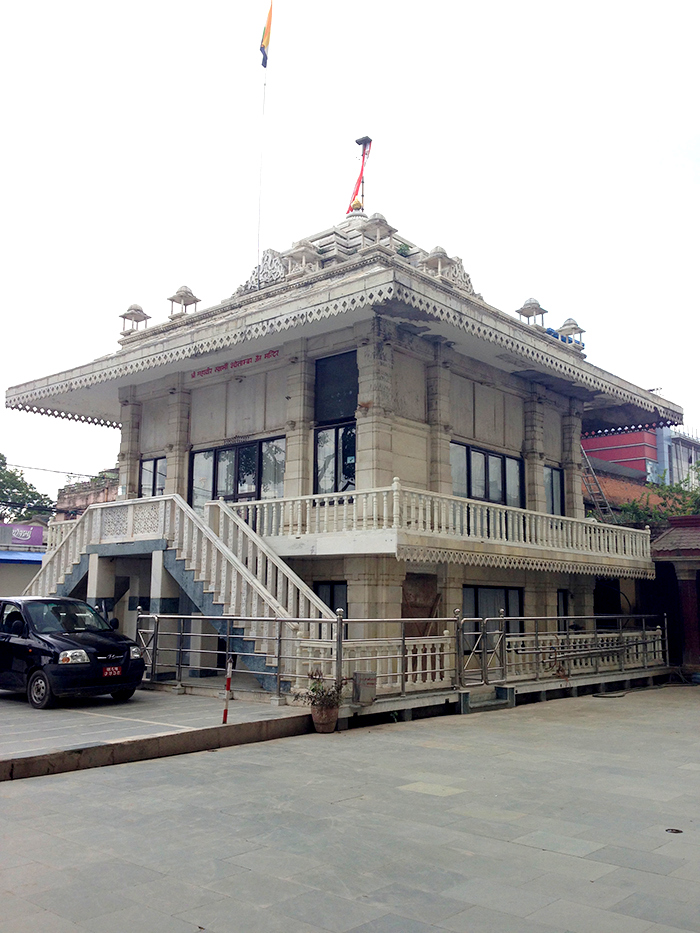
Джайниский храм в Катманду

Джайнизм — древняя дхармическая религия, появившаяся в Индии приблизительно в IX—VI веках до н. э. Из индии джайнизм распространился на территорию современного Непала. Бхадрабаху, последним святой ачарьей в неразделённой джайнской сангхе, находился в Непале для исполнения 12-летнего покаянного обета. Наибольшего распространения джайнизм достиг во время вхождения территорий Непала в империю Маурьев.
В 1979 году Махавир Джайн Никетан создал Джайнское общество Непала. В 1996 году в Катманду был построен джайнский храм в котором собираются представители разных течений джайнизма.

## Количество и расселение
Согласно переписи населения Непала 2011 года, в Непале проживает 3214 джайнов. Количество адептов этой религии сократилось по сравнению с 4108 в 2001 году.  Большое количество джайнов проживает в Моранге (970 человек), Катманду (829 человек), округе Сунсари (388 человек), Джхапе (248 человек) и Саптари (188 человек).
Джайны в Непале практикуют джайнское единство. Люди любой национальности, говорящие на любом языке, могут стать членами общины и вести джайнскую религиозную деятельность, придерживаясь основных принципов джайнизма.